# Acció del 8 de maig de 1918
L'acció del 8 de maig de 1918, coneguda també com la batalla d'Alger, va ser una batalla naval que va tenir lloc a la costa de la ciutat algeriana d'Alger durant la Primera Guerra Mundial.
A principis de maig de 1918, un creuer auxiliar de l'armada dels Estats Units (US Navy) i un destructor de l'armada britànica (Royal Navy) van topar amb el submarí alemany SM UB-70. Inicialment es va creure que el submarí va poder fugir, però més tard es va acreditar als vaixells de l'Entesa l'enfonsament del submarí.

## Antecedents
El 16 d'abril, l'UB-70, sota el comandament del Kapitänleutnant Johannes Remy, va navegar des d'Alemanya fins a la mar Mediterrània amb la missió. La seva missió era dur a terme les operacions de la guerra submarina sense restriccions contra les rutes de subministrament aliades, especialment les dels italians.

## Batalla

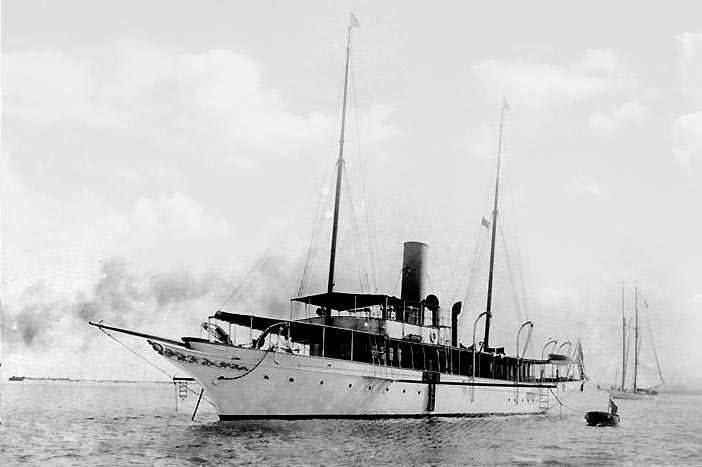
USS Lydonia

El 8 de maig de 1918, a les 17.00 h, el creuer auxiliar estatunidenc USS Lydonia (un iot armat de 497 t sota el comandament del capità de corbeta Richard P. McCullough) i el destructor britànic HMS Basilisk estaven protegint un comboi, que va sortir de Bizerta amb direcció cap a Gibraltar, quan es van creuar amb el submarí alemany.
L'UB-70 va obrir foc, torpedinant al vaixell mercant anglès Ingleside, que es va incendiar i va començar a enfonsar-se. El nombre de tripulants del vaixell és desconegut, alguns dels quals van ser morts o ferits, i alguns es va enfonsar amb el vaixell. Els supervivents van esperar el rescat a la coberta del seu vaixell o a l'aigua.
A les 17.35 h, l'escorta del comboi va albirar el submarí. D'acord amb la versió posterior a la guerra, el HMS Basilisk o l'USS Lydonia va envestir el submarí quan començava a submergir-se per a fugir. Hi va haver un combat durant quinze minuts; els vaixells de guerra aliats es van coordinar i junts van llençar diverses càrregues de profunditat contra el submarí enemic fins que va aparèixer una taca d'oli.

## Conseqüències

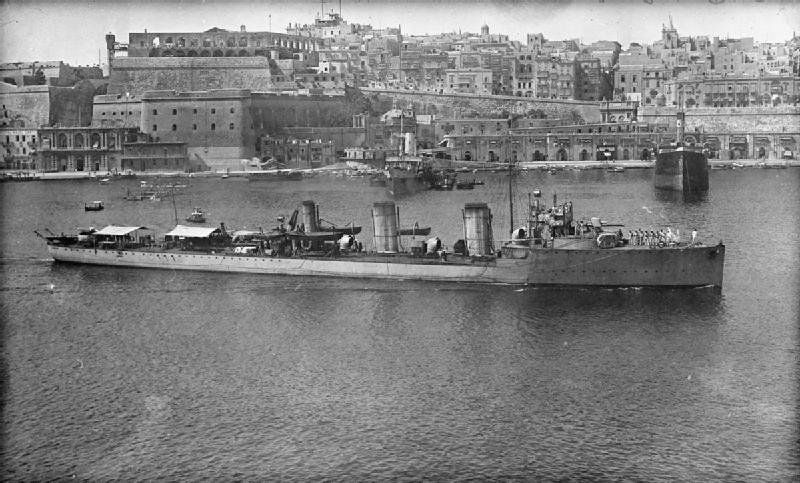
HMS Basilisk en Malta (1915)

Després d'assumir que havien enfonsat el submarí enemic, el Lydonia i el Basilisk van anar a correcuita a rescatar als supervivents de l'Ingleside. Els vaixells britànic i estatunidenc van rescatar a alguns supervivents i els van portar a un port amic, probablement l'Alger.
Al principi, l'incident va ser catalogat com un contacte no concloent, però després de la guerra les autoritats es van adonar que no es va tenir més notícies de l'UB-70 i els vaixells estatunidenc i britànic van rebre els honors per la seva victòria.
Aquesta acció va esdevenir un dels pocs enfonsaments confirmats d'un submarí alemany per un vaixell estatunidenc durant la seva curta participació en la guerra naval. L'UB-70 va ser l'únic submarí que se sap que va ser enfonsat per un vaixell estatunidenc en aigües de la Mediterrània durant el conflicte.